# 大南 (名護市)
大南（おおみなみ）は沖縄県名護市の町名。郵便番号905-0015。

## 地理
宮里・港・大西と隣接する。大半が住宅地で、商店や事業所は主要道路沿い、公共施設は近くにある名護市役所（隣の港1丁目）付近にしかない。一丁目の一部には飲食店（スナック）が何軒かある。また三丁目の街区符号の2番～4番は欠番となっている。

## 歴史
かつて沖縄本島北部の中心だった名護町大兼久の南に位置していたことから、大中・大東・大北と同様大兼久の頭文字の「大」と南を取って名付けられた。その後東江、城区、港区とあわせて名護市字名護の一行政区だったが、1996年に行われた住居表示で正式な町名となり、一丁目～四丁目がつけられた。なお二丁目の一部は元々宮里の一部だった。

## 交通

### バス
名護バスターミナルを発着する高速バスを除くすべての路線バスが当地域内を通っており、町域内には大南、北部合同庁舎前、名護市役所北口、名座喜原の4つのバス停がある。
- 20番・名護西線（琉球バス交通・沖縄バス共同運行）
- 22番・名護うるま線（沖縄バス）
- 65番・本部半島（渡久地廻り）線（琉球バス交通・沖縄バス共同運行）
- 66番・本部半島（今帰仁廻り）線（琉球バス交通・沖縄バス共同運行）
- 67番・辺土名線（琉球バス交通・沖縄バス共同運行）
- 70番・備瀬線（琉球バス交通・沖縄バス共同運行）
- 72番・屋我地線（琉球バス交通・沖縄バス共同運行）
- 76番・瀬底線（琉球バス交通・沖縄バス共同運行）
- 77番・名護東（辺野古経由）線（沖縄バス）
- 78番・名護東部線（琉球バス交通・沖縄バス共同運行）
- 120番・名護西空港線（琉球バス交通・沖縄バス共同運行）

なお以下の高速バスは、町域内は通過のみだが近くの国道58号沿いの名護市役所前バス停には停車する。
- 111番・高速バス（琉球バス交通・沖縄バス・那覇バス・東陽バス4社共同運行）
- 117番・高速バス（美ら海直行）（琉球バス交通・沖縄バス・那覇バス3社共同運行）
- 888番・やんばる急行バス

### 道路
- 国道58号
- 沖縄県道84号名護本部線
- 沖縄県道91号本部循環線
- 沖縄県道118号線

## 施設

### 大南1丁目
- 沖縄県北部合同庁舎[1]
- 名護警察署大南交番[2]
- 沖縄銀行名護支店[3]

### 大南2丁目
- 21世紀の森体育館
- 21世紀の森屋内運動場
- 名護市営相撲場[4]
- 名護市労働福祉センター
- 琉球銀行大宮支店

### 大南3丁目
- 名護市陸上競技場